# Zimmerius flavidifrons
A Zimmerius flavidifrons a madarak (Aves) osztályának a verébalakúak (Passeriformes) rendjébe és a királygébicsfélék (Tyrannidae) családjába tartozó faj.

## Rendszerezés
Besorolása vitatott, egyes szervezetek szerint a Zimmerius chrysops alfaja Zimmerius chrysops flavidifrons néven.

## Előfordulása
Ecuador és Peru területén honos.